# LGV Rhin-Rhône
LGV Rhin-Rhône – francuska linia kolejowa dużych prędkości (LGV) w budowie, docelowo łącząca Dijon, Miluzę i Lyon. Linia składać się będzie z trzech odcinków: wschodni (dł. ok. 190 km), łączący Dijon z Miluzą, południowy (dł. ok. 200 km), łączący Dijon i Lyon oraz zachodni (dł. ok. 70 km), łączący Dijon z LGV Sud-Est w kierunku Paryża. Obecnie (2009) w budowie jest odcinek wschodni, przewidziany do oddania w 2011 r. Przebieg pozostałych odcinków nie został jeszcze w pełni ustalony.

## Geneza
Budowa linii jest motywowana chęcią poprawienia komunikacji w rejonie wschodniej Francji.
- Przyspieszenie podróży na trasie Paryż – Dijon – Besançon – Belfort – Miluza oraz dalej w kierunku Szwajcarii.
- Przyspieszenie podróży na trasie Strasburg – Miluza – Besançon – Lyon – oraz dalej w kierunku Marsylii.

Powstanie linii przyczyni się również do przyspieszenia podróży i przewozu towarów na osi Niemcy – Francja – Hiszpania.

## Opis trasy

### Odcinek zachodni
Przebieg tego odcinka nie został jeszcze definitywnie ustalony, najprawdopodobniej będzie rozpoczynał się od istniejącego odgałęzienia LGV Sud-Est w kierunku Dijon, w miejscowości Aisy-sur-Armançon. Następnie pobiegnie na zachód w kierunku Dijon, na północ od istniejącej linii aż do istniejącej linii kolejowej Luksemburg – Metz – (Nancy) – Toul – Dijon.

### Odcinek wschodni
Trasa rozpoczyna się od połączenia z istniejącą linią Dijon – Dole w miejscowości Villers-les-Pots na południowy wschód od Dijon, następnie biegnie na wschód, wzdłuż autostrady (A36), omijając od północy miasta Dole, Besançon i Montbéliard, łącząc się z istniejącą linią Dole – Belfort. Do obsługi miast Besançon i Montbeliard/Belfort na linii zaplanowano dwa nowe dworce: Besançon TGV oraz Belfort – Montbéliard TGV, połączone z centrami miast liniami kolejowymi obecnie zamkniętymi dla ruchu pasażerskiego. Planowane jest przedłużenie linii tak, aby łączyła omijała Belfort od południa i łączyła się z istniejącą linią na wschód od Miluzy. Planowane jest również przedłużenie linii w kierunku zachodnim, do połączenia z linią Paryż – Dijon – Lyon – Marsylia.

### Odcinek południowy
Planowanie przebiegu tego odcinka jest najsłabiej zaawansowane. Prawdopodobnie trasa rozpocznie się od połączenia z odcinkiem wschodnim w okolicy Auxonne, następnie pobiegnie na południe wzdłuż autostrady A39). Linia połączy się z LGV Rhône-Alpes na północ od Lyonu, wybudowana zostanie także łącznica pozwalająca pociągom TGV dotrzeć do dworca Lyon-Part-Dieu linią Paryż – Dijon – Lyon – Marsylia. Planowane jest wybudowanie dworca obsługującego miasta Chalon-sur-Saône i Lons-le-Saunier. Być może powstanie także drugi dworzec w okolicy Bourg-en-Bresse. Istnieją kontrowersje dotyczące budowy tego odcinka, lokalni politycy uznają za bardziej celową modernizację istniejącej linii (Paryż) – Dijon – Lyon.

### Przejazd przez Dijon
Trzy odcinki planowanej linii zostaną połączone trasą przebiegającą przez wschodnie dzielnice Dijon. Istniejący dworzec Dijon-Porte-Neuve zlokalizowany na linii Luksemburg – Dijon zostanie całkowicie przebudowany. Dolny poziom dworca przeznaczony będzie dla pociągów TGV, zarówno przelotowych jak i zatrzymujących się. Górny poziom będzie obsługiwał pociągi regionalne. 

## Czas przejazdu
Po oddaniu do użytku odcinka wschodniego, czasy przejazdu pociągów zmienią się następująco:
| Odcinek                     | Czas przejazdu | Czas przejazdu        |
| Odcinek                     | planowany      | przed otwarciem linii |
| --------------------------- | -------------- | --------------------- |
| Miluza – Paryż              | 2:30           | 3:10                  |
| Miluza – Lyon               | 2:25           | 3:50                  |
| Miluza – Dijon              | 1:10           | 2:30                  |
| Strasburg – Lyon            | 3:15           | 4:40                  |
| Dijon – Frankfurt nad Menem | 3:30           | 6:50                  |
| Dijon – Strasburg           | 2:10           | 3:35                  |
| Paryż – Zurych              | 3:45           | 4:20                  |
| Paryż – Bazylea             | 2.50           | 3.20                  |

Po ukończeniu odcinka wschodniego czas podróży Strasburg – Lyon wyniesie 2:05h.